# Divisione No. 19 (Alberta)
La Divisione No. 19 è una divisione censuaria dell'Alberta, Canada di 98.712 abitanti, che ha come capoluogo Grande Prairie.

## Comunità
- City
  - Grande Prairie

- Town
  - Beaverlodge
  - Fairview
  - Falher
  - Grimshaw
  - McLennan
  - Peace River
  - Sexsmith
  - Spirit River
  - Wembley

- Villaggi
  - Berwyn
  - Donnelly
  - Girouxville
  - Hythe
  - Rycroft

- Frazioni
  - Bezanson
  - Bluesky
  - Brownvale
  - Clairmont
  - Eaglesham
  - La Glace
  - Lymburn
  - Wanham
  - Whitelaw
  - Woking

- Distretti Municipali
  - Fairview No. 136
  - Peace No. 135
  - Contea di Saddle Hills
  - Smoky River No. 130
  - Spirit River No. 133

- Municipalità di contea
  - Contea di Grande Prairie No. 1
  - Contea di Birch Hills

- Riserve
- Duncan's 151A
- Horse Lakes 152B